# Филмографија Андреја Тарковског
Филмографија Андреја Тарковског обухвата студентске краткометражне филмове, дугометражни документарни филм, игране дугометражне филмове и написане сценарије. Тарковски је описиван као један од најбољих филмских редитеља свих времена.
Андреј Тарковски (1932 – 1986) био је совјетски филмски редитељ, сценариста, писац и теоретичар филма. Режирао је неколико студентских филмова, корежирао документарни филм и написао неколико сценарија, како за своје филмове, тако и за филмове других редитеља. Режирао је две позоришне представе и једну радио продукцију. Играо је мање глумачке улоге у неколико филмова и написао две књиге о филмском стваралаштву.
Рођен у Совјетском Савезу, Тарковски је започео своју каријеру на Државном институту за кинематографију са неколико студентских филмова. Године 1956. режирао је Убице, на основу приповетке Ернеста Хемингвеја као литерарног поднеска.
Његов први дугометражни филм био је Иваново детињство из 1961. године, који појединци сматрају његовим најконвенционалнијим филмом. Године 1972. режирао је научнофантастични филм Соларис, који је био одговор на оно што је Тарковски видео као лажност филма Стенлија Кјубрика 2001: Одисеја у свемиру (1968). Соларис је освојио Гран при на Филмском фестивалу у Кану. Његов следећи филм је био Огледало (1975). Последњи филм Андреја Тарковског продуциран у Совјетском Савезу, Сталкер (1979) донео му је награду Екуменског жирија у Кану. Тарковски је напустио Совјетски Савез 1979. године и режирао филм Носталгија и пратећи документарни филм Путовање у времену. На Филмском фестивалу у Кану, Носталгији је додељена награда екуменског жирија, али су совјетске власти спречиле да филм добије Златну палму. Свој последњи филм Жртвовање (1986) снимао је у Шведској и успео је да доврши снимање непосредно пре смрти. Филм је Тарковском донео други Гран при на филмском фестивалу у Кану. Постхумно му је додељена престижна совјетска Лењинова награда.

## Филмографија
| Година | Наслов                   | Белешке                        | Реф.          |       |       |                                 |               |
| ------ | ------------------------ | ------------------------------ | ------------- | ----- | ----- | ------------------------------- | ------------- |
| Година | Наслов                   | Белешке                        | Реф.          | 1956. | Убице | студентски филм такође и глумац | [ 19 ] [ 20 ] |
| 1959.  | Данас неће бити одсуства | студентски филм                | [ 21 ]        |       |       |                                 |               |
| 1960.  | Парни ваљак и виолина    | студентски филм                | [ 22 ]        |       |       |                                 |               |
| 1962.  | Иваново детињство        | дугометражни играни филм       | [ 23 ]        |       |       |                                 |               |
| 1966.  | Андреј Рубљов            | дугометражни играни филм       | [ 24 ]        |       |       |                                 |               |
| 1972.  | Соларис                  | дугометражни играни филм       | [ 11 ]        |       |       |                                 |               |
| 1975.  | Огледало                 | дугометражни играни филм       | [ 25 ]        |       |       |                                 |               |
| 1979.  | Сталкер                  | дугометражни играни филм       | [ 26 ] [ 27 ] |       |       |                                 |               |
| 1983.  | Носталгија               | дугометражни играни филм       | [ 28 ] [ 29 ] |       |       |                                 |               |
| 1983.  | Путовање у времену       | документарни документарни филм | [ 30 ]        |       |       |                                 |               |
| 1986.  | Жртвовање                | дугометражни играни филм       | [ 31 ]        |       |       |                                 |               |

## Сценарији
| Година | Изворни наслов      | Коаутор(и)                           | Филм                 |
| ------ | ------------------- | ------------------------------------ | -------------------- |
| 1968.  | Сергеј Лазо         | Георги Маларчук                      | Сергеј Лазо          |
| 1969.  | Один шанс из тисачи | Леонид Кочарјан                      | Једна шанса у хиљаду |
| 1971.  | Конец атамана       | Андреј Кончаловски и Едуард Тропинин | Крај поглавице       |
| 1973.  | Лютый               | Андреј Кончаловски и Едуард Тропинин | Свирепа линија       |
| 1974.  | Терпкий виноград    | Рубен Оверсепјан                     | Горко грожђе         |
| 1979.  | Берегись! змеј!     |                                      | Пази, змијо!         |

### Нереализовани сценарији
| Година | Филм       | Реф.   |
| ------ | ---------- | ------ |
| 1975.  | Хофманиана | [ 38 ] |
| 1978.  | Сардор     | [ 39 ] |
| 1981.  | Вештица    | [ 39 ] |

## Рецепција критике
| Година | Филм                  | Ротен томејтоуз     | Метакритик            |
| ------ | --------------------- | ------------------- | --------------------- |
| 1960.  | Парни ваљак и виолина | 91% (11 рецензија)  |                       |
| 1962.  | Иваново детињство     | 100% (24 рецензије) |                       |
| 1966.  | Андреј Рубљов         | 95% (42 рецензије)  |                       |
| 1972.  | Соларис               | 92% (64 рецензије)  | 90/100 (8 рецензија)  |
| 1975.  | Огледало              | 100% (23 рецензије) | 80/100 (14 рецензија) |
| 1979.  | Сталкер               | 100% (42 рецензије) |                       |
| 1983.  | Носталгија            | 87% (23 рецензије)  |                       |
| 1983.  | Путовање у времену    | 76% (оцена публике) |                       |
| 1986.  | Жртвовање             | 86% (42 рецензије)  |                       |